# 小田急3000形電車 (2代)
小田急3000形電車（おだきゅう3000がたでんしゃ）は、小田急電鉄（小田急）の通勤車両。
小田急では、編成表記の際「新宿方先頭車両の車両番号（新宿方先頭車の車号）×両数」という表記を使用しているため、本項もそれに倣い、特定の編成を表記する際には「3261×6」「3655×8」「3093×10」と表記する。特定の車両を表記する場合は、車両番号から「デハ3200番台」などのように表記する。
なお、小田急3000形（1代目）についてはロマンスカーの形式であるが、本項目では省略して3000形と表す。

## 概要
高度成長期からオイルショック期にかけて製造された2600形（NHE車）・初代4000形・初代5000形・9000形の置き換えを目的に、2001年から2006年までの間に合計312両が製造された。小田急の通勤車両では最多両数となる。
車体構造等について大幅な見直しを図り、一層のコスト削減と環境負荷の低減を図る車両として登場し、増備の過程で「通勤・近郊電車の標準仕様ガイドライン」が制定され、これを受けて車体の基本構造に変更が加えられているため、製造年次によって細部仕様が異なる。

### 登場の経緯
21世紀に入ると、社会的には「環境負荷の低減」や「バリアフリー化」に高い関心が示されるようになった。また、社会環境の変化や不況などにより輸送人員は減少傾向となり、より一層のコスト削減も求められることになったため、日本の鉄道業界では車両の仕様や機器の標準化によってコスト低減を図る「標準車両」への取り組みが始まっていた。一方、小田急において当時通勤車両の主力として運用されていた2600形・5000形・9000形は製造から30年前後となり、旅客サービスレベルからは十分とは言えず、置き換えを検討する時期となっていた。
こうした環境下において「環境負荷の低減」と「バリアフリー推進」をコンセプトとして、低コストを強く意識し、在来車両とも連結が可能で、箱根登山電車にも乗り入れ可能な地上線専用車両として登場した。

## 車両概説
本節では、登場当時の仕様を基本として、増備途上での変更点を個別に記載し、更新による変更については沿革で後述する。増備途上での変更点については、巻末の一覧表を参照。
全長20m級の車両による6両固定編成と8両固定編成で製造されており、2011年以降は中間車を増備の上6両固定編成に組み込んだ10両固定編成が登場している。形式は先頭車が制御車のクハ3050形で、中間車は電動車のデハ3000形と付随車のサハ3050形である。車両番号については、巻末の編成表を参照。
1次車では2000形に準じた仕様が採用されているのに対し、2次車では「通勤・近郊電車の標準仕様ガイドライン」にあわせて汎用品の導入の拡大や将来のホームドアの導入を考慮し、3次車以降はガイドラインによる標準化仕様の機器類を採用した「標準型車両」に移行した。

### 車体
先頭車・中間車とも車体長19,500mm・全長20,000mmで、車体幅は2,786mmとした。車体は1000形・2000形と同様に台枠・構体ともステンレス鋼製としたオールステンレス車両で、日車式ブロック工法を採用したため、側面扉部分の外板が独立し、幕板部分の途中に継ぎ目がある。1000形・2000形と同様に表面をダルフィニッシュ（梨地）仕上げとしているが、扉部分についてはヘアライン仕上げとすることでアクセントとすることを図った。車体断面形状は2600形から2000形まで継続された裾絞り構造をやめて直線とした。外板は1000形・2000形の厚さ1.5mmから2.5mmとし、その分車体下部窓下（腰板）や隅板の補強を割愛することによって軽量化を図り、適切な側柱の配置にすることで車体の強度を維持し、コスト低減にもつながる。また、床面の高さはそれまでの車両より30mm低く設定し、ホームとの段差を縮小することを図った。車体以外の部分も後述するように軽量化を図った結果、それまでの小田急のステンレス車両と比較して約15%の軽量化を実現した。なお、8次車以降は2005年4月にJR福知山線で発生した事故を踏まえ、骨格の材質や部材の板厚の変更を行って側面衝突時の車体強度向上を図ったために自重が増加した。
| 2次車までは前面の帯は太帯だった |  | 細帯化された1次車 |  | 3次車以降（右）からはスカート形状が2次車まで（左）の形状から変更された |
| 2次車までは前面の帯は太帯だった |  | 細帯化された1次車 |  | 3次車以降（右）からはスカート形状が2次車まで（左）の形状から変更された |

前面は一般車両では2200形以来となる非貫通型で、それまでの小田急の通勤車両のイメージとは大きく異なる。前面の構体を覆う箇所は、リサイクルを考慮して1000形・2000形の繊維強化プラスチック（FRP）製成型品から鋼製に変更し、シルバーメタリック塗装とした。2次車までは先頭車の前面ガラス下部の帯に青色の帯を入れていたが、機器構成が変わった3次車以降は細帯に変更された。

前面下部には台枠下部覆い（スカート）が設置されたが、3次車からは形状が変更され、側面にもスカートが装着できる構造となったほか、乗務員ステップと一体化された。前照灯および尾灯（標識灯）は、従来の窓下部から窓上部の取り付けとすることで清掃や電球の交換に配慮した。
| 1次車では扉幅が1,600mmで戸袋窓がある |  | 2次車以降は扉幅が1,300mmで戸袋窓はない |
| 1次車では扉幅が1,600mmで戸袋窓がある |  | 2次車以降は扉幅が1,300mmで戸袋窓はない |

側面客用扉は天地寸法をそれまでの車両より40mm高くした1,870mmとした。扉の幅については、1次車では2000形に引き続き乗務員室（運転室）に隣接する箇所のみ1,300mm幅であるほかは全て1,600mm幅の両開き扉としたが、2次車以降では全ての扉が1,300mm幅に変更された。車両間の貫通路は800mm幅とした。
側面窓の配置は、1次車では客用扉間には戸袋窓と1,000mm幅の一段下降窓を配したが、2次車以降では戸袋窓を省略し、側面窓はJR東日本E231系電車と共通の一段下降窓と固定窓の組み合わせとした。車端部の窓は1次車が戸袋窓のみ、2次車から7次車までが固定式で、8次車以降は一段下降窓となった。全ての側面ガラスはUVカット遮光ガラスとし、客用窓のロールカーテンは廃止した。扉の窓は複層ガラスとすることで結露防止策とするとともに、扉部分での段差解消を図った。また、小田急の通勤車両では初めて妻面の窓を廃止した（1900形ABF車サハ1950形など、ごく一部の例外を除く）。
| 側面LED式行先表示器は3258×6までは横128ドット×縦32ドット |  | 3259×6からは横192ドット×縦48ドットに側面LED式行先表示器を大型化 |
| 側面LED式行先表示器は3258×6までは横128ドット×縦32ドット |  | 3259×6からは横192ドット×縦48ドットに側面LED式行先表示器を大型化 |

前面・側面とも種別・行先表示器はLED式とした。側面の表示器は2次車の3258×6までが横128ドット×縦32ドットであったのに対し、2次車の3259×6以降は横192ドット×縦48ドットに拡大し、視認性の向上を図った。また、7次車以降はフルカラー式LED表示器を採用した。横128ドット×縦32ドットの小型表示器の場合、区間準急と快速急行の種別を行先とともに表示することが不可能なため、種別と行先の交互表示となる。なお、この方式はかつて1000形ワイドドア車でも用いられることがあった。
ただし、後年になって種別・行先表示器をフルカラー式に更新しており、各駅停車・通勤急行・快速急行の切り替わり表示はしていない。

種別と行先の交互表示（GIF）

### 内装
| 1次車の車内 |  | 2次車以降の車内 |
| 1次車の車内 |  | 2次車以降の車内 |

座席はすべてロングシートで、客用扉間に7人がけ・客用扉と連結面の間には3人がけの座席が配置される。座席はバケットシートを採用、モケットは赤から紫へのグラデーション模様とし、優先席では配色を逆転させることで同一の柄を使用できるようにした。座席は着脱のメンテナンスを考慮し、7人がけ座席を3人がけと4人がけに分割しているが、1車両のうち2箇所は緊急脱出用のスロープとして使用するために分割していない。2次車以降は片持ち式座席を採用し、座席の袖仕切りも大型化されたほか、優先席は青色系のモケットとして区別した。あわせて側面客用扉を1,300mm幅に変更したことに伴い、1人分の座席掛け幅を1次車の440mm幅から450mm幅に拡大した。片持ち式座席を採用した関係上、各車2か所の座席背もたれ部には簡易ハシゴを収容した。先頭車の座席のうち、乗務員助士席側直前の箇所は車椅子スペースを設け、車椅子利用がない際に使用するための3人がけ収納式座席を設置した。握り棒は、6次車までは7人がけ座席の中央部付近に1本ずつ、7次車・8次車では7人がけ座席と優先席に1本ずつ、9次車では7人がけ座席に2本ずつ・優先席に1本ずつ配置した。握り棒形状は、1次車は直線で構成されているが、優先席付近のみ湾曲させて位置を低くした。2次車以降は荷棚との接続部分は曲線をつけた。9次車では握り棒の曲線半径を大きくしたほか、優先席付近の握り棒に黄色のカバーを装着した。車内のデザインコンセプトは「目に、心に優しいやすらぎの空間」とし、化粧板は天井を明るい白色、側面や妻面などを淡いグレー系とし、扉部分のみ木目調とした。床は濃いグレーにピンクの石目模様としたが、9次車では扉付近の床すべり止めを黄色とすることで明確に区分した。貫通扉のガラス面積は天地寸法を1,355mmと大きくすることで車内の見通しに配慮した。
| 3次車までの案内表示装置はLEDスクロール式、つり革は1次車は丸型 |  | 4次車以降は案内表示装置は液晶モニタ式、つり革は2次車以降は三角形 |
| 3次車までの案内表示装置はLEDスクロール式、つり革は1次車は丸型 |  | 4次車以降は案内表示装置は液晶モニタ式、つり革は2次車以降は三角形 |

つり革は荷棚間の中央部にも増設するとともに、それまでの車両より50mm・優先席部分では100mm低い位置とした。吊り輪は1次車では丸型であったが、2次車からは三角形に変更された。優先席部の荷棚は100mm低い位置としている。
車内案内表示装置は、3次車まではLEDスクロール式案内表示装置を各車両の客用扉上部4箇所に千鳥配置で設置したが、4次車では液晶モニタ式案内表示装置の千鳥配置に変更し、5次車以降では液晶モニタを全ての客用扉上部に設置した。放送装置は自動放送装置を装備し、併結した在来車両にも自動放送が可能な仕組みとした。通常の車掌による車内放送のほか、冷房装置キセに内蔵した車外スピーカーによる外部放送機能も備えている。
戸閉装置（ドアエンジン）は空気式を採用しているが、3次車以降では閉扉後に一定時間戸閉力を弱める戸閉力弱め制御機構が追加された。

### 主要機器
床下機器について、それまでの車両は台車を除き黒色で統一されていたものをすべてグレーに変更した。
| 運転台 |  | 戸閉スイッチ周り |
| 運転台 |  | 戸閉スイッチ周り |

運転台は、小田急の通勤車両では初めて主幹制御器にブレーキ設定器を一体化したワンハンドル式が採用されたが、特急車両とは異なり左手操作式とした。5次車からはハンドル形状は変更されている。また、運転席の位置をこれまでの車両よりも車体中央側に440mm寄せることで、運転席からの見通しを改善するとともに、居住空間の拡大を図った。計器盤は運転台を囲むようにスイッチや計器類を配置しており、正面パネルに速度計、圧力計や各種表示灯、カラーモニタ表示器を配置し、右側にはスイッチ類や列車無線ハンドセットを設置し、運転士が右手で操作しやすいようにしている。警笛には空気笛はAW-5C形、電子笛は八幡電気産業製のYA-00138形が搭載された。乗務員室背面仕切り窓部は、乗客への前面展望の配慮や車掌の客室監視のため、できる限り拡大されている。
乗務員の支援用としてモニタ装置を搭載しており、2000形や30000形のシステムに以下の機能を追加している。
- 営業運転中の状態監視
- 異常発生時の原因確認とガイダンス機能
- 出庫点検時の項目確認機能
- 行先表示器の設定やドアチャイム・停車予告チャイムの制御機能
- 空調装置の設定機能
- 自動放送・車外放送・乗降促進放送・非常通報装置などの放送装置の制御機能
- 客室灯の制御機能
- 各機器の異常発生時の表示と記録機能
- 各機器の制御情報の表示・記録（検修支援機能）
- 試運転データの収集

装置は先頭車に中央局と表示装置を、中間車に端末局を設置しており、これらはモニタ伝送線で接続されており、伝送速度は2.5Mbpsと大幅に高速化されている。3次車からはモニタ装置を発展させて車両全体の情報制御を行うシステムとしてTIOS（列車情報小田急型管理装置）が導入され、制御・ブレーキ・ドアなどの指令をTIOS伝送化することで車体の配線が削減されたほか、モニター表示内容については乗務員支援や検修員支援項目を充実させている。これに伴い、3次車以降のクハ3250番台の車両にはTIOS読替装置が設置された。戸閉操作で使用する鎖錠スイッチは、キーによる鎖錠だったものを押しボタン式の戸締解除スイッチへ変更した。8両編成のサハ3750番台・サハ3850番台および9次車のサハ3150番台・サハ3250番台では、工場で分割された際に簡易運転台ユニットを装着できる端子とブレーキ管を妻面に収納した。
制御装置は三菱電機製のIPM-IGBT素子2レベル方式のVVVFインバータ制御装置（3300V/1200A）が採用された。1次車と2次車では主電動機2台の制御を行う（1C2M）ユニットを1群として、これを3群で1台の機器としたMAP-196-15V96形を採用し、デハ3200番台とデハ3400番台の車両に設置している。3次車以降ではインバータ1基で主電動機4台を制御する（1C4M）ユニットを1群とし、1台の装置の中に2群の機器を収めたMAP-198-15V115形をデハ3200番台・デハ3600番台・デハ3800番台の車両に、1群のみで使用するMAP-194-15V116形をデハ3400番台の車両に搭載した。いずれも、素子の冷却方式をドライパネルで自然冷却とすることで冷媒の使用を廃止したほか、装置の簡略化による信頼性・メンテナンス性の向上と軽量化を図っている。また、ベクトル制御方式を採用し、安定した加速力および制動力の確保を図っているほか、定速運転機能も導入された。
主電動機は三菱電機製の自己通風式かご形三相誘導電動機を採用しており、1次車と2次車では出力180kWのMB-5092-A形、歯数比は99:14=7.07としたのに対し、3次車以降は出力190kWのMB-5102-A形を採用したうえで歯数比を97:16=6.06に設定することによって、同一の速度における主電動機回転数の低減による低騒音化を図った。駆動方式はこれまでの通勤車両と同様のWNドライブ。
制動装置（ブレーキ）は回生制動併用全電気指令式電磁直通制動（MBSA-R）とすることで空気配管の削減による軽量化を図ったほか、停止直前まで回生ブレーキを有効にしつつ、停止まで電気制御を行う純電気ブレーキを採用した。電磁直通ブレーキ（空気指令方式）の制動装置を搭載する1000形までの従来車両と併結運転を行う際にはブレーキを相互に読み替えるため、ブレーキ読替装置をクハ3250番台の車両に搭載した。また、滑走防止制御装置を設けることでスキッド防止を図った。
| 電動台車 TS-1026 |  | 付随台車 TS-1027 |
| 電動台車 TS-1026 |  | 付随台車 TS-1027 |

台車は軽量化を図って軸梁式軸箱支持方式ボルスタレス台車を採用した。品質の向上を目的として、東急車輛製造および住友金属工業（現：日本製鉄）による共同設計方式（製作）を採用している（2004年からは川崎重工業でも製作）。電動台車がTS-1026形、付随台車はTS-1027形で、いずれも固定軸距は2,100mm・車輪径860mmで防音リング付車輪としている。付随台車には滑走防止制御用の速度センサーを軸端に設けている。左右動の防止を図り、空気ばねは前後方向に柔らかく左右方向に硬いものとした。なお、1次車と2次車のデハ3300番台とデハ3500番台の小田原方の台車は付随台車としている。基礎制動装置はシングル式（片押し式）で、小田急では初めてユニットブレーキが採用された。
連結器は、編成両端は回り子式密着連結器、編成中間は半永久型連結器とした。クハ3250番台以外の車両では非常時以外は連結しないため、連結器には空気配管も設けていない。クハ3250番台では他車との連結を考慮し96芯電気連結器を装備したが、5次車以降は電気連結器は96芯に加えて36芯電気連結器を下部に設置した2段式となった。従来は座席下（蹴込み内）や床下に個別に設置していた補助変圧器や空調主回路盤、接地スイッチ（GS）などの機器類は床下共通機器箱内に集約している。
| 集電装置 |  | 冷房装置 CU-705 |
| 集電装置 |  | 冷房装置 CU-705 |

集電装置（パンタグラフ）は30000形EXE車で採用実績のあるシングルアーム式を採用し、デハ3200番台・デハ3400番台・デハ3600番台・サハ3750番台・デハ3800番台の車両に設置した。舟体は、降雪時の着雪量低減を図るため、強度を上げながら枠を薄くしたアルミニウム製とした。また、上昇検知装置を設けることで、運転台のモニタ表示で上昇や下降の確認ができるようにした。
冷房装置については、小田急では初めて集中式冷房装置を採用した。1次車から2次車の3258×6までは冷凍能力48.84kW（42,000kcal/h）の三菱電機CU-705形、2次車の3259×6以降は58.14kW（50,000kcal/h）の能力を有する三菱電機CU-709形、3次車以降はCU-709と同一性能でTIOSに対応した三菱電機CU-710形を採用した。
補助電源装置はIGBT素子式静止形インバータ（SIV）を採用した。出力は1次車から2次車の3258×6までは130kVA、2次車の3259×6以降は140kVAとした。さらに3次車以降の8両編成では210kVAとした。いずれも出力電圧を三相交流440Vにして引き通し電線径を細くすることで軽量化を図っている。8次車以前の電動空気圧縮機（CP）については、三相交流440Vで駆動する低騒音スクロール式のRC1500形を搭載した。9次車ではMBU1600Y-2へ変更されている。

## 沿革
2001年度は1次車が4編成投入され、2002年2月10日より営業運行を開始した。これにより2600形NHE車の廃車が進められた。2002年度に導入された2次車では「通勤・近郊電車の標準仕様ガイドライン」による標準車両のモデルに合わせて、汎用装置の導入が拡大された。なお、2002年8月28日から30日にかけて3254×6のうち、3404と3504に防音スカート（防音カバー）を設置し、騒音低減の効果を確認する試験を行った。
| 床下全体がスカートで覆われた3263×6 |  | 電動車の台車周りに防音カバーを設置した3263×6 |  | 「でんしゃデザインコンテスト」受賞作品をラッピングした3661×8 |
| 床下全体がスカートで覆われた3263×6 |  | 電動車の台車周りに防音カバーを設置した3263×6 |  | 「でんしゃデザインコンテスト」受賞作品をラッピングした3661×8 |

2003年後半以降に製造された3次車からは、環境負荷の低減をさらに推進するとともに、標準化仕様の機器の採用をさらに進めたほか、8両固定編成が新たに登場した。この年に製造された編成のうち、3263×6では試験的に側面全体にもスカート（防音カバー）を装着し、床下全体がスカートで覆われた仕様で登場した。防音カバー外側には制振材が塗られているほか、防音カバー内側には新宿方3両では制振材を、小田原方3両では吸音材を取り付け、防音効果を高める試験を実施した。この編成では、カバーが開けない場所での緊急事態を想定し、車内床面に進入口と収納式ステップを装備している。
また、2004年3月中に1次車と2次車の正面の青帯は細帯に変更された。2005年には比較のため、3265×6の電動車のみ防音カバーの設置を行った。2006年2月からは3263×6は電動車の台車付近のみ防音カバーが設置されるようになり、同年には3265×6に全密閉式主電動機を搭載して試験を行った。これらの試験終了後の2008年7月には、3263×6の台車回りの防音カバーは撤去されている。
3000形の編成単位での増備は2007年で終了し、6両編成は単独で各駅停車もしくは他形式の4両編成と連結して10両編成で急行・快速急行に運用され、8両編成は各駅停車と区間準急で運用されるようになった。8両編成は保安装置・編成長の関係から小田原線新松田以西と江ノ島線での定期運用はなく、主に小田原線新宿 - 本厚木間と多摩線での運用。6両単独編成は多摩線や江ノ島線、小田原線新百合ヶ丘 - 小田原間（新百合ヶ丘 - 町田間は回送のみ）の運用となっている。
2007年11月から2008年3月にかけて、開業80周年で公募が行われた「でんしゃデザインコンテスト」の受賞作品を3661×8にラッピングして運行された。
| 10両編成化に伴い改番された車両 デハ3041（元デハ3280） |  | 10両編成化に伴い増備された車両 サハ3191 |
| 10両編成化に伴い改番された車両 デハ3041（元デハ3280） |  | 10両編成化に伴い増備された車両 サハ3191 |

2010年度からは6両固定編成の一部に対して新造の中間車4両を組み込む10両固定編成化に着手することになり、6両編成を前後に分割した上で中間車4両を組み込んだ。これらの編成では新宿方先頭車に設置されていた電気連結器とブレーキ読替装置を撤去したほか、先頭車の車椅子スペースの折畳み座席を撤去し、車椅子スロープの収納場所とした。10両編成化される編成は、2010年度には最も新しい8次車が選ばれ、2011年度は7次車の6両固定編成でもっとも新しい3278×6と3279×6が選ばれた。
| F-Train |  | F-TrainII（新宿方） |  | F-TrainII（小田原方） |
| F-Train |  | F-TrainII（新宿方） |  | F-TrainII（小田原方） |

2011年8月には、藤子・F・不二雄ミュージアムの開館を記念して、3093×10に藤子・F・不二雄作品のキャラクターをデザインしたラッピングを施し、車内にも装飾を行った上で「小田急 F-Train」として1年間をめどに運行されることになり、同年8月3日から運行を開始した。ところが、東京都から「ラッピングがほぼ全面に貼り付けられており、条例で車体の10%と規定されている割合を大きく逸脱し、東京都屋外広告物条例に抵触している」と指摘を受けたため、予定より早く同年9月30日をもってF-Trainの運行は打ち切られた。車内の装飾は継続されている。
一旦は運行終了となったが、ファンなどからの復活を望む問い合わせが相次いだことから、小田急電鉄では沿線自治体と協議を重ねた結果、キャラクターの絵柄を小さくしキャラクター数を増やすことで既定条件をクリアした上で「F-Train II」として2012年7月20日から運行を再開すると発表した。今回は、都への屋外広告物の届け出も行っている。
2013年2月からは、これまで試運転でのみ併結していた8000形のリニューアル車と併結しての営業運転が開始された。
2015年3月より、車内広告「小田急TV」が運用開始されるのに伴い、当形式にも対応工事が行われることが発表された。運用開始時点で6両編成1本が対応。現在は6両編成15本、8両編成5本、10両編成7本が「小田急TV」対応編成として走行している。2016年8月19日よりいきものがかりの活動10周年を記念し「小田急いきもの電車　超いきものばかりミュージアム」と題して3095×10の広告貸切電車が運転された。車内の広告スペースにいきものがかりの10年間の活動を振り返る写真や、シングル全42枚のジャケット写真を掲出した。
2017年度の鉄道事業設備投資計画によると、8両固定編成に対しても新造される中間車2両を組み込むことによる10両固定編成化が予定されている。2017年12月、3665×8に中間車2両を組み込んだ3081×10が営業運転を開始した。
2017年9月10日午後4時5分頃、参宮橋駅付近で沿線火災が発生し、現場付近に緊急停車した3651×8に燃え移り被災し、デハ3601の屋根の一部が半焼している。屋根の損傷が激しかったため、当該編成は運用を離脱し、日本車輌製造にて修理を受けた。その後、2019年4月25日より運用に復帰している。

## リニューアル
| リニューアル車の運転台 |  | 設置されたフリースペース |
| リニューアル車の運転台 |  | 設置されたフリースペース |

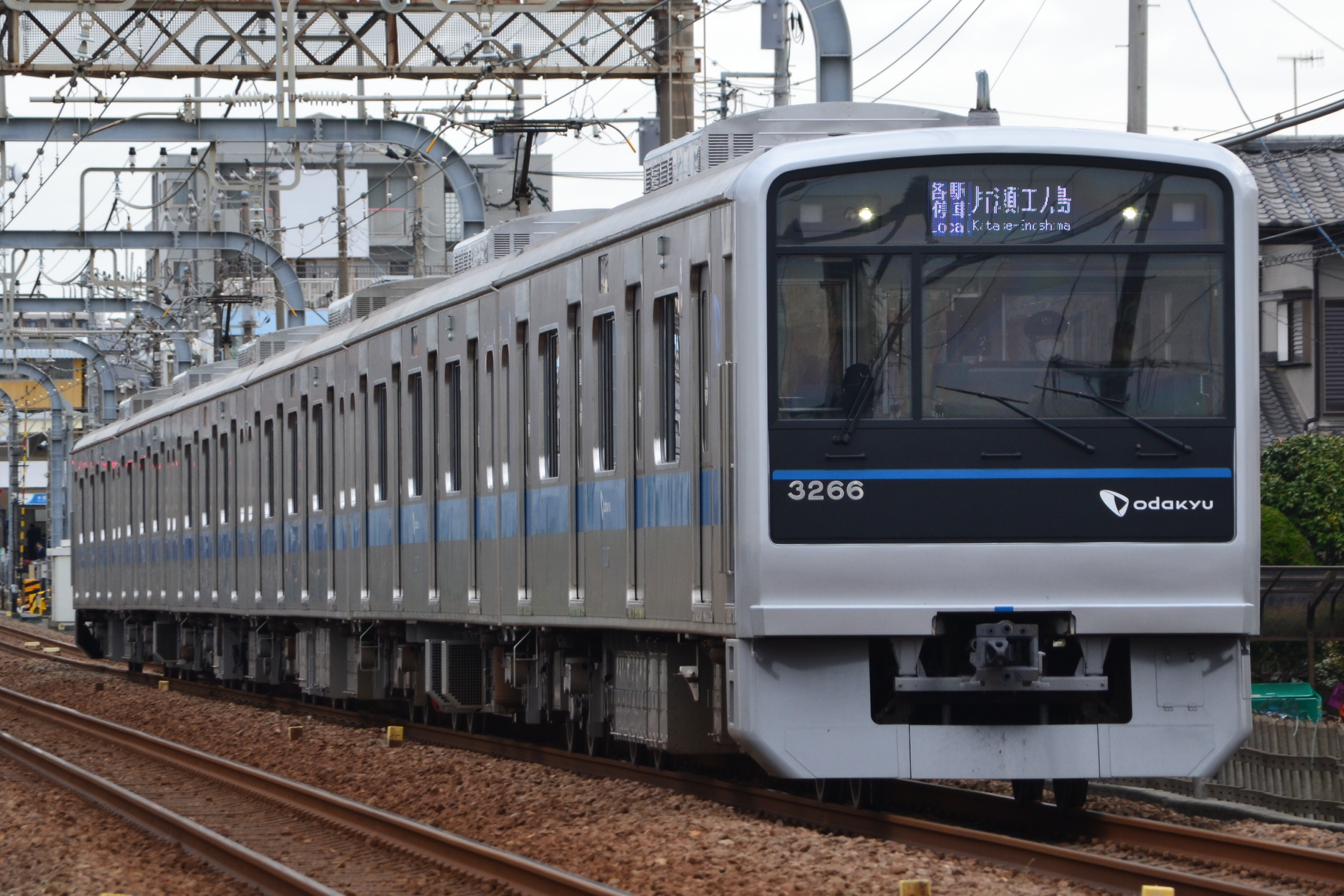
リニューアル車(3266×6)

2022年度の鉄道事業設備投資計画では3000形のリニューアルを6両編成3本、2023年度には6両編成3本に、2024年度に6両編成3本がそれぞれ施工され、2025年度には6両編成2本が施工される予定。
更新内容は、制御装置や空気圧縮機、補助電源装置、防犯カメラの設置、フリースペースの設置、前照灯の交換、LCD設置（未設置編成のみ）、誘導鈴追加、座席クッションの変更などとなっている。このうち防犯カメラについては、2023年9月以降、既存の編成においてもリニューアルの時期に関係なく順次設置が進められている。同時に電気連結器が撤去されたため、他車との連結ができなくなっている。
編成によってドアの交換、座席クッションの変更の有無が異なっている。各年度の施工順に、ドアの交換状況を整理した結果は以下の通り。
| 年度             | 6両編成 | 合計両数 | 内訳                                                                               |
| ---------------- | ------- | -------- | ---------------------------------------------------------------------------------- |
| 2022年度         | 3編成   | 18両     | 3265×6（ドア交換）・3266×6・3268×6                                                 |
| 2023年度         | 3編成   | 18両     | 3267×6（ドア交換）・3263×6・3264×6                                                 |
| 2024年度         | 3編成   | 18両     | 3269×6（ドア交換）・3271×6（座席クッション未変更）・3272×6（座席クッション未変更） |
| 2025年度（予定） | 2編成   | 12両     | 3270×6（入場中）                                                                   |

## データ

### 製造時期による構成の差異
| 製造次           | 1次車              | 2次車 （東急）       | 2次車 （川崎）       | 3次車                      | 4次車                      | 5次車                      | 6次車                      | 7次車                      | 8次車                      | 9次車 （中間新造車）       | 10次車 （中間新造車）         |                            |
| 製造年度         | 2001年度           | 2002年度             | 2003年度             | 2004年度                   | 2004年度                   | 2005年度                   | 2005年度                   | 2006年度                   | 2006年度                   | 2010年度                   | 2017年度 -                    |                            |
| 製造メーカー     | 日本車輌           | 東急車輛             | 川崎重工             | 日本車輌                   | 東急車輛                   | 川崎重工                   | 日本車輌                   | 日本車輌                   | 川崎重工                   | 川崎重工                   | 川崎重工                      |                            |
| 客用側扉         | ワイドドア（1.6m） | 標準ドア（1.3m）     | 標準ドア（1.3m）     | 標準ドア（1.3m）           | 標準ドア（1.3m）           | 標準ドア（1.3m）           | 標準ドア（1.3m）           | 標準ドア（1.3m）           | 標準ドア（1.3m）           | 標準ドア（1.3m）           | 標準ドア（1.3m）              |                            |
| 側面行先表示器   | 3色LED（小型）     | 3色LED（小型）       | 3色LED（大型）       | 3色LED（大型）             | 3色LED（大型）             | 3色LED（大型）             | 3色LED（大型）             | フルカラーLED（大型）      | フルカラーLED（大型）      | フルカラーLED（大型）      | フルカラーLED（大型）         |                            |
| 客室内案内表示器 | LED（千鳥配置）    | LED（千鳥配置）      | LED（千鳥配置）      | LED（千鳥配置）            | 15型LCD（千鳥配置）        | 15型LCD（全ドア上配置）    | 15型LCD（全ドア上配置）    | 15型LCD（全ドア上配置）    | 15型LCD（全ドア上配置）    | 15型LCD（全ドア上配置）    | 17型ワイドLCD（全ドア上配置） |                            |
| 座席形状         | バケットシート     | 片持ちバケットシート | 片持ちバケットシート | 片持ちバケットシート       | 片持ちバケットシート       | 片持ちバケットシート       | 片持ちバケットシート       | 片持ちバケットシート       | 片持ちバケットシート       | 片持ちバケットシート       | 片持ちバケットシート          |                            |
| スカート形状     | 小型スカート       | 小型スカート         | 小型スカート         | ステップ一体型大型スカート | ステップ一体型大型スカート | ステップ一体型大型スカート | ステップ一体型大型スカート | ステップ一体型大型スカート | ステップ一体型大型スカート | ステップ一体型大型スカート | ステップ一体型大型スカート    | ステップ一体型大型スカート |
| 主電動機定格出力 | 180kW              | 180kW                | 180kW                | 190kW                      | 190kW                      | 190kW                      | 190kW                      | 190kW                      | 190kW                      | 190kW                      | 190kW                         |                            |

### 編成表
凡例Tc …制御車、M …電動車、T…付随車、VVVF…制御装置、SIV…補助電源装置、CP…電動空気圧縮機、PT…集電装置、簡…簡易運転台
>はパンタグラフの付いている車両。

#### 6両固定編成

##### 1・2次車
|          |          | ← 小田原・唐木田・藤沢新宿・片瀬江ノ島 → |          |          |          |          |          |       |
| 号車     | 号車     | 1                                        | 2        | 3        | 4        | 5        | 6        | 備 考 |
| 形式     | 形式     | クハ3050                                 | デハ3000 | デハ3000 | デハ3000 | デハ3000 | クハ3050 | 備 考 |
| 区分     | 区分     | Tc2                                      | M4       | M3>      | M2       | M1>      | Tc1      | 備 考 |
| 車両番号 | 1次車    | 3551                                     | 3501     | 3401     | 3301     | 3201     | 3251     |       |
| 車両番号 | 1次車    | 3552                                     | 3502     | 3402     | 3302     | 3202     | 3252     |       |
| 車両番号 | 1次車    | 3553                                     | 3503     | 3403     | 3303     | 3203     | 3253     |       |
| 車両番号 | 1次車    | 3554                                     | 3504     | 3404     | 3304     | 3204     | 3254     |       |
| 車両番号 | 2次車    | 3555                                     | 3505     | 3405     | 3305     | 3205     | 3255     |       |
| 車両番号 | 2次車    | 3556                                     | 3506     | 3406     | 3306     | 3206     | 3256     |       |
| 車両番号 | 2次車    | 3557                                     | 3507     | 3407     | 3307     | 3207     | 3257     |       |
| 車両番号 | 2次車    | 3558                                     | 3508     | 3408     | 3308     | 3208     | 3258     |       |
| 車両番号 | 2次車    | 3559                                     | 3509     | 3409     | 3309     | 3209     | 3259     |       |
| 車両番号 | 2次車    | 3560                                     | 3510     | 3410     | 3310     | 3210     | 3260     |       |
| 車両番号 | 2次車    | 3561                                     | 3511     | 3411     | 3311     | 3211     | 3261     |       |
| 車両番号 | 2次車    | 3562                                     | 3512     | 3412     | 3312     | 3212     | 3262     |       |
| 搭載機器 | 搭載機器 |                                          | SIV,CP   | VVVF     | SIV,CP   | VVVF     |          |       |
| 自重     | 自重     | 25.8t                                    | 29.5t    | 33.7t    | 30.3t    | 33.8t    | 26.8t    |       |
| 定員     | 1 次 車  | 145                                      | 157      | 157      | 157      | 157      | 145      |       |
| 定員     | 2 次 車  | 144                                      | 155      | 155      | 155      | 155      | 144      |       |

##### 3次車以降
|          |          | ← 小田原・唐木田・藤沢新宿・片瀬江ノ島 → |          |          |          |          |          |                       |
| 号車     | 号車     | 1                                        | 2        | 3        | 4        | 5        | 6        | 備 考                 |
| 形式     | 形式     | クハ3050                                 | デハ3000 | サハ3050 | デハ3000 | デハ3000 | クハ3050 | 備 考                 |
| 区分     | 区分     | Tc2                                      | M3>      | T        | M2       | M1>      | Tc1      | 備 考                 |
| 車両番号 | 3次車    | 3463                                     | 3413     | 3363     | 3313     | 3213     | 3263     | リニューアル車        |
| 車両番号 | 3次車    | 3464                                     | 3414     | 3364     | 3314     | 3214     | 3264     | リニューアル車        |
| 車両番号 | 3次車    | 3465                                     | 3415     | 3365     | 3315     | 3215     | 3265     | リニューアル車        |
| 車両番号 | 3次車    | 3466                                     | 3416     | 3366     | 3316     | 3216     | 3266     | リニューアル車        |
| 車両番号 | 4次車    | 3467                                     | 3417     | 3367     | 3317     | 3217     | 3267     | リニューアル車        |
| 車両番号 | 4次車    | 3468                                     | 3418     | 3368     | 3318     | 3218     | 3268     | リニューアル車        |
| 車両番号 | 5次車    | 3469                                     | 3419     | 3369     | 3319     | 3219     | 3269     | リニューアル車        |
| 車両番号 | 5次車    | 3470                                     | 3420     | 3370     | 3320     | 3220     | 3270     | リニューアル車        |
| 車両番号 | 5次車    | 3471                                     | 3421     | 3371     | 3321     | 3221     | 3271     | リニューアル車        |
| 車両番号 | 5次車    | 3472                                     | 3422     | 3372     | 3322     | 3222     | 3272     | リニューアル車        |
| 車両番号 | 6次車    | 3473                                     | 3423     | 3373     | 3323     | 3223     | 3273     |                       |
| 車両番号 | 6次車    | 3474                                     | 3424     | 3374     | 3324     | 3224     | 3274     |                       |
| 車両番号 | 6次車    | 3475                                     | 3425     | 3375     | 3325     | 3225     | 3275     |                       |
| 車両番号 | 7次車    | 3476                                     | 3426     | 3376     | 3326     | 3226     | 3276     |                       |
| 車両番号 | 7次車    | 3477                                     | 3427     | 3377     | 3327     | 3227     | 3277     |                       |
| 車両番号 | 7次車    | 3478                                     | 3428     | 3378     | 3328     | 3228     | 3278     | 10両固定化・現3094×10 |
| 車両番号 | 7次車    | 3479                                     | 3429     | 3379     | 3329     | 3229     | 3279     | 10両固定化・現3095×10 |
| 車両番号 | 8次車    | 3480                                     | 3430     | 3380     | 3330     | 3230     | 3280     | 10両固定化・現3091×10 |
| 車両番号 | 8次車    | 3481                                     | 3431     | 3381     | 3331     | 3231     | 3281     | 10両固定化・現3092×10 |
| 車両番号 | 8次車    | 3482                                     | 3432     | 3382     | 3332     | 3232     | 3282     | 10両固定化・現3093×10 |
| 搭載機器 | 搭載機器 |                                          | VVVF     | SIV,CP   | SIV,CP   | VVVF     |          |                       |
| 自重     | 3-7次車  | 26.2t                                    | 33.6t    | 28.5t    | 33.0t    | 34.4t    | 27.1t    |                       |
| 自重     | 8次車    | 27.2t                                    | 34.0t    | 28.9t    | 33.8t    | 35.1t    | 28.1t    |                       |
| 定員     | 定員     | 144                                      | 155      | 155      | 155      | 155      | 144      |                       |

#### 8両固定編成
|          |          | ← 新松田・唐木田新宿 → |          |          |          |          |          |          |          |                                           |
| 号車     | 号車     | 1                      | 2        | 3        | 4        | 5        | 6        | 7        | 8        | 備 考                                     |
| 形式     | 形式     | クハ3050               | デハ3000 | デハ3000 | サハ3050 | サハ3050 | デハ3000 | デハ3000 | クハ3050 | 備 考                                     |
| 区分     | 区分     | Tc2                    | M4       | M3>      | T2       | T1>      | M2       | M1>      | Tc1      | 備 考                                     |
| 車両番号 | 3次車    | 3951                   | 3901     | 3801     | 3851     | 3751     | 3701     | 3601     | 3651     | 2017年9月10日に発生した沿線火災の被害編成 |
| 車両番号 | 3次車    | 3952                   | 3902     | 3802     | 3852     | 3752     | 3702     | 3602     | 3652     |                                           |
| 車両番号 | 3次車    | 3953                   | 3903     | 3803     | 3853     | 3753     | 3703     | 3603     | 3653     |                                           |
| 車両番号 | 4次車    | 3954                   | 3904     | 3804     | 3854     | 3754     | 3704     | 3604     | 3654     |                                           |
| 車両番号 | 4次車    | 3955                   | 3905     | 3805     | 3855     | 3755     | 3705     | 3605     | 3655     |                                           |
| 車両番号 | 4次車    | 3956                   | 3906     | 3806     | 3856     | 3756     | 3706     | 3606     | 3656     |                                           |
| 車両番号 | 4次車    | 3957                   | 3907     | 3807     | 3857     | 3757     | 3707     | 3607     | 3657     |                                           |
| 車両番号 | 5次車    | 3958                   | 3908     | 3808     | 3858     | 3758     | 3708     | 3608     | 3658     |                                           |
| 車両番号 | 5次車    | 3959                   | 3909     | 3809     | 3859     | 3759     | 3709     | 3609     | 3659     | 10両固定化・現3087×10                     |
| 車両番号 | 6次車    | 3960                   | 3910     | 3810     | 3860     | 3760     | 3710     | 3610     | 3660     | 10両固定化・現3086×10                     |
| 車両番号 | 6次車    | 3961                   | 3911     | 3811     | 3861     | 3761     | 3711     | 3611     | 3661     | 10両固定化・現3085×10                     |
| 車両番号 | 6次車    | 3962                   | 3912     | 3812     | 3862     | 3762     | 3712     | 3612     | 3662     | 10両固定化・現3084×10                     |
| 車両番号 | 6次車    | 3963                   | 3913     | 3813     | 3863     | 3763     | 3713     | 3613     | 3663     | 10両固定化・現3083×10                     |
| 車両番号 | 7次車    | 3964                   | 3914     | 3814     | 3864     | 3764     | 3714     | 3614     | 3664     | 10両固定化・現3082×10                     |
| 車両番号 | 7次車    | 3965                   | 3915     | 3815     | 3865     | 3765     | 3715     | 3615     | 3665     | 10両固定化・現3081×10                     |
| 搭載機器 | 搭載機器 |                        | SIV,CP   | VVVF     | CP,簡    | 簡       | SIV,CP   | VVVF     |          |                                           |
| 自重     | 自重     | 26.2t                  | 33.0t    | 34.4t    | 26.7t    | 26.3t    | 33.0t    | 34.4t    | 26.4t    |                                           |
| 定員     | 定員     | 144                    | 155      | 155      | 155      | 155      | 155      | 155      | 144      |                                           |

#### 10両固定編成

##### （6両固定・8両固定編成を10両固定編成化）
「+9次車」は9次車を組み込んだ元6両固定編成、「+10次車」は10次車を組み込んだ元8両固定編成。
|                         |                   | ← 小田原・唐木田・藤沢新宿・片瀬江ノ島 → |               |               |               |               |               |               |               |               |               |          |
| 号車                    | 号車              | 1                                        | 2             | 3             | 4             | 5             | 6             | 7             | 8             | 9             | 10            | 備 考    |
| 形式                    | 形式              | クハ3050                                 | デハ3000      | サハ3050      | デハ3000      | デハ3000      | サハ3050      | サハ3050      | デハ3000      | デハ3000      | クハ3050      | 備 考    |
| 区分                    | 区分              | Tc2                                      | M5>           | T3            | M4            | M3>           | T2            | T1>           | M2            | M1 >          | Tc1           | 備 考    |
| 車両番号 （）内は旧番号 | +10次車 （7次車） | 3481 （3965）                            | 3431 （新造） | 3381 （新造） | 3331 （3915） | 3231 （3815） | 3281 （3865） | 3181 （3765） | 3131 （3715） | 3031 （3615） | 3081 （3665） | 元3665×8 |
| 車両番号 （）内は旧番号 | +10次車 （7次車） | 3482 （3964）                            | 3432 （新造） | 3382 （新造） | 3332 （3914） | 3232 （3814） | 3282 （3864） | 3182 （3764） | 3132 （3714） | 3032 （3614） | 3082 （3664） | 元3664×8 |
| 車両番号 （）内は旧番号 | +10次車 （6次車） | 3483 （3963）                            | 3433 （新造） | 3383 （新造） | 3333 （3913） | 3233 （3813） | 3283 （3863） | 3183 （3763） | 3133 （3713） | 3033 （3613） | 3083 （3663） | 元3663×8 |
| 車両番号 （）内は旧番号 | +10次車 （6次車） | 3484 （3962）                            | 3434 （新造） | 3384 （新造） | 3334 （3912） | 3234 （3812） | 3284 （3862） | 3184 （3762） | 3134 （3712） | 3034 （3612） | 3084 （3662） | 元3662×8 |
| 車両番号 （）内は旧番号 | +10次車 （6次車） | 3485 （3961）                            | 3435 （新造） | 3385 （新造） | 3335 （3911） | 3235 （3811） | 3285 （3861） | 3185 （3761） | 3135 （3711） | 3035 （3611） | 3085 （3661） | 元3661×8 |
| 車両番号 （）内は旧番号 | +10次車 （6次車） | 3486 （3960）                            | 3436 （新造） | 3386 （新造） | 3336 （3910） | 3236 （3810） | 3286 （3860） | 3186 （3760） | 3136 （3710） | 3036 （3610） | 3086 （3660） | 元3660×8 |
| 車両番号 （）内は旧番号 | +10次車 （5次車） | 3487 （3959）                            | 3437 （新造） | 3387 （新造） | 3337 （3909） | 3237 （3809） | 3287 （3859） | 3187 （3759） | 3137 （3709） | 3037 （3609） | 3087 （3659） | 元3659×8 |
| 車両番号 （）内は旧番号 | +9次車 （8次車）  | 3491 （3480）                            | 3441 （3430） | 3391 （3380） | 3341 （新造） | 3241 （新造） | 3291 （新造） | 3191 （新造） | 3141 （3330） | 3041 （3230） | 3091 （3280） | 元3280×6 |
| 車両番号 （）内は旧番号 | +9次車 （8次車）  | 3492 （3481）                            | 3442 （3431） | 3392 （3381） | 3342 （新造） | 3242 （新造） | 3292 （新造） | 3192 （新造） | 3142 （3331） | 3042 （3231） | 3092 （3281） | 元3281×6 |
| 車両番号 （）内は旧番号 | +9次車 （8次車）  | 3493 （3482）                            | 3443 （3432） | 3393 （3382） | 3343 （新造） | 3243 （新造） | 3293 （新造） | 3193 （新造） | 3143 （3332） | 3043 （3232） | 3093 （3282） | 元3282×6 |
| 車両番号 （）内は旧番号 | +9次車 (7次車)    | 3494 （3478）                            | 3444 （3428） | 3494 （3378） | 3344 （新造） | 3244 （新造） | 3294 （新造） | 3194 （新造） | 3144 （3328） | 3044 （3228） | 3094 （3278） | 元3278×6 |
| 車両番号 （）内は旧番号 | +9次車 (7次車)    | 3495 （3479）                            | 3445 （3429） | 3495 （3379） | 3345 （新造） | 3245 （新造） | 3295 （新造） | 3195 （新造） | 3145 （3329） | 3045 （3229） | 3095 （3279） | 元3279×6 |
| 搭載機器                | +10次車           |                                          | VVVF          | SIV           | SIV,CP        | VVVF          | CP,簡         | 簡            | SIV,CP        | VVVF          |               |          |
| 搭載機器                | +9次車            |                                          | VVVF          | SIV,CP        | SIV           | VVVF          | CP,簡         | 簡            | SIV,CP        | VVVF          |               |          |
| 自重                    |                   |                                          |               |               |               |               |               |               |               |               |               |          |
| 定員                    | 定員              | 144                                      | 155           | 155           | 155           | 155           | 155           | 155           | 155           | 155           | 144           |          |

3081×10 - 3087×10は8両編成の1・2号車間に新造した2両を組み込み、3091×10 - 3095×10は6両編成の3・4号車間に新造した4両を組み込み10両固定化した。